# 包丁
包丁（ほうちょう、庖丁）は、多義語であるが (cf. wikt)、一つには「包丁刀/庖丁刀（ほうちょうがたな）」の略称で、調理に用いる刃物の総称（その日本語名称）であり、係る語意においては包刀/庖刀（ほうとう）ともいう。
英語では "kitchen knife" が最も近い語で、日本語にはこれを音写した外来語「キッチンナイフ」もある。

## 語

### 庖丁
漢語（中国語）で「庖」は「台所」を意味する。一方、古代の漢語における「丁」は、担税を課することに由来し、「園丁」や「馬丁」という熟語があるように「その職場で働く成年の男性」の意味合いで用いられていた。「庖」と「丁」の合成語である「庖丁（拼音：páodīng）」は「台所で働く成年の召使男性」を指すものであった。日本語「庖丁／包丁」の語義の一つには「料理人」「料理役」「料理番」があるが。
また、『荘子』の「養生主篇」に、とある庖丁が魏の恵王の御前で見事な刀捌きを披露し、牛一頭を素早く解体して見せ、王を感銘させたという記事がある。この“庖丁（料理人）”の使用した調理刀を、のちに「庖丁」と呼ぶようになったという。
日本語にもこの語が移入され、当初の読みは漢音の「ハウテイ（現代仮名遣い：ホウテイ）」か呉音の「ベウチャウ（現代仮名遣い：ビョウチョウ）」とされていたが、いつしか転訛して「ハウチャウ（現代仮名遣い：ホウチョウ）」となった。

### 日本の調理刀と料理人
奈良時代から平安時代初期にかけての日本では、調理用の刃物は他と区別されることなく大和言葉で「刀」全般を意味する「かたな」の名で呼ばれていた。漢語名も他と区別されることなく「雑用のこがたな（※小刀）」全般を意味する「刀子（トウス）」の名で呼ばれていた。

日本語において、庖（台所、厨房）で働く専門の職人を「庖丁者（ほうちょうじゃ）」または「庖丁人（ほうちょうにん）」と呼ぶようになったのは、平安時代末期ごろと考えられている。『徒然草』の第231段には、園の別当入道（その の べつとう にゅうどう。藤原基氏、園基氏）の話として「園の別当入道 さうなき庖丁者なり〔略〕（解釈：園の別当入道は並ぶ者の無い料理人である）」と記されている。他方、「庖丁師（ほうちょうし）」も「庖丁者」「庖丁人」の同義語ではあるが、明応9年（1500年）頃（戦国時代中期）に成立した『七十一番職人歌合』の57番に見られる「はうちゃうし（庖丁師）」を詠んだ和歌「おほ鯉のかしらを三にきりかねて かたわれしたるあり明の月〔略〕（書き下し：大鯉の頭を三つに切りかねて、片割れしたる在明の月。〔略〕 解釈：大きな鯉の頭を三枚におろし損ねて。［おろし損ねた大きな鯉の頭のように］半分に割れた有明の月よ。〔略〕）」が例に挙げられているように、前2者より遅れて現れたと思われる。

庖丁者・庖丁人が用いる刀を「庖丁刀（ほうちょうがたな）」と呼ぶようになったのも「庖丁者」および「庖丁人」が成立したのと同じ頃で、『今昔物語集』の巻26に見られる一節「喬なる遣戸に庖丁刀の被指たりけるを見付て」あたりが初出とされている。さらに「庖丁刀」の略語としての「庖丁」が用いられ始めたのも同じ『今昔物語集』の巻28に見られる一節「鞘なる庖丁」あたりからとされている。

### 現代語
常用漢字が制定されて以来現在の日本では、「庖」は常用漢字外のため、「包」を代用字として書き換えて用いることが、どちらかと言えば多い。一方、現代中国語では「庖丁」という語は、日本の庖丁を指す語以外の、旧来の意味では死語になっており、「菜刀」または「廚刀（簡体字：厨刀）」と呼ばれている。

## 分類

### 材質基準

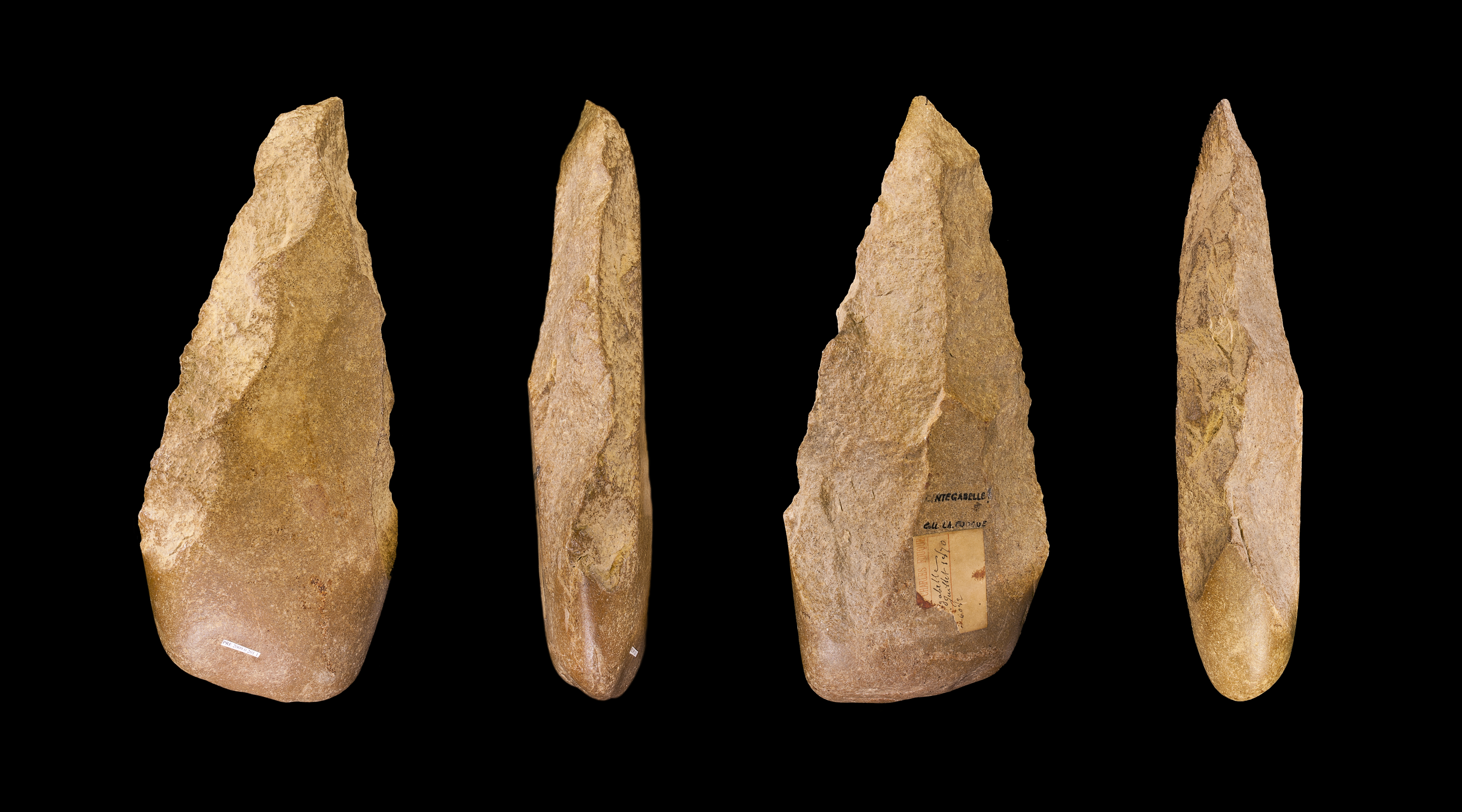
アシュレアン石器

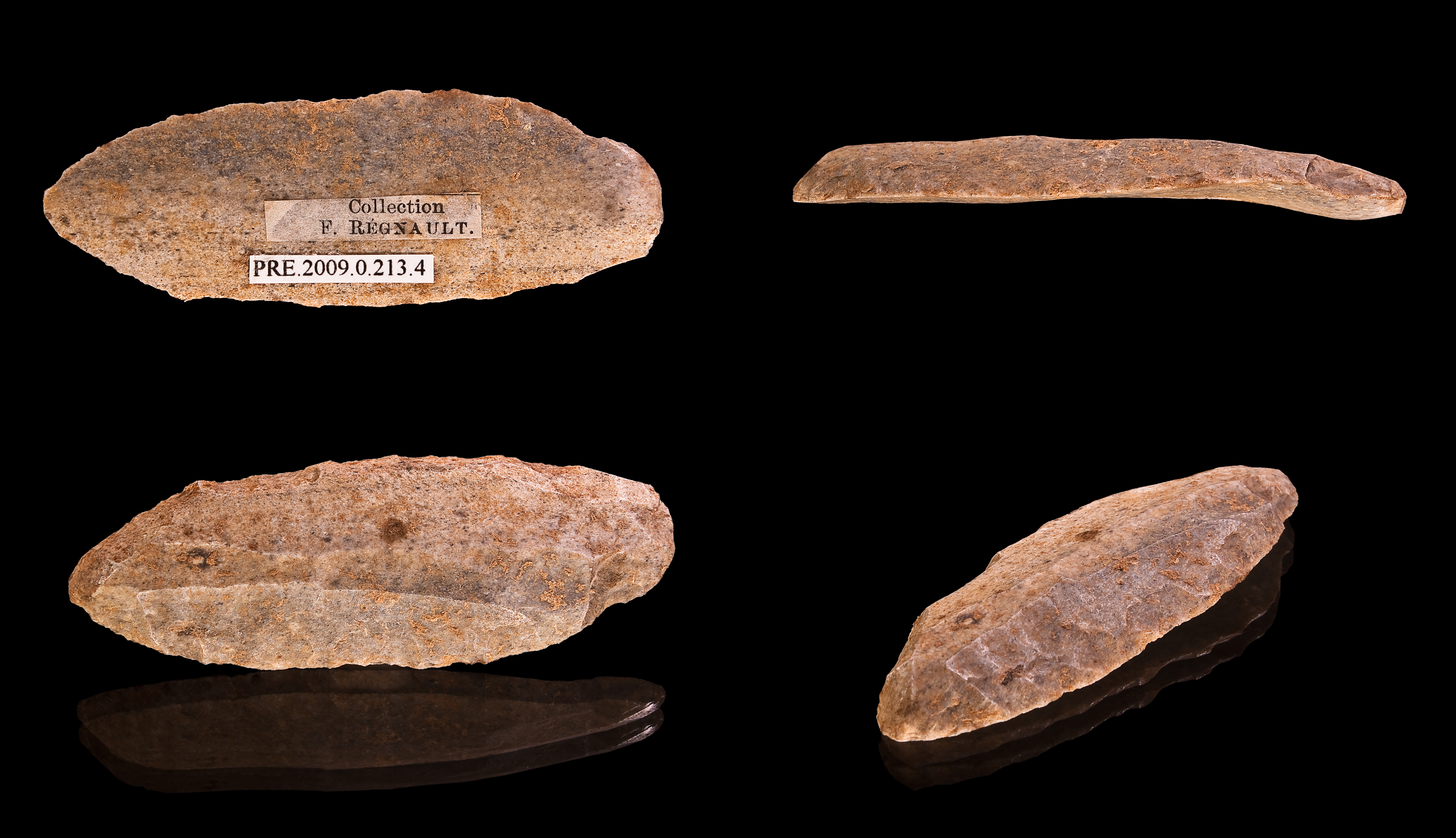
グラヴェット文化のナイフ形石器

#### 石の包丁
包丁という道具を概念として捉えた場合、考古学でナイフ形石器と呼ばれる遺物はこの部類に含まれる。
稲作などと共に発達してきた石包丁（いしぼうちょう）は、穀物の穂を摘み取る農具が主な用途であった。は磨製石器であることが多いがえ、打製石器のものもある。

#### 金属包丁
金属器時代の包丁のほとんどは金属製である。現在は鉄を主材とした合金製が主流で、そのほとんどはステンレス製であるが、チタン合金製などもいくらか普及してきた。

#### 窯業製品の包丁

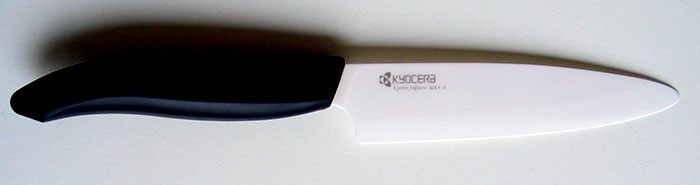
京セラのセラミック包丁

窯業製品の包丁は、ファインセラミックス（※粘土などを成形・焼成して作られる陶磁器やガラスといったセラミックスをさらに精製した製品）が京セラで開発され、以降この素材を用いた製品が次第に普及するようになった。
旧来の金属包丁や陶製包丁（※太平洋戦争中の金属類回収令発布以降の日本で用いられた）と区別して、これを「ファインセラミックス包丁（ - ぼうちょう）」「セラミック包丁」などという。英語では "ceramic knife" といい、日本語にもこれを音写した外来語「セラミックナイフ」がある。
なお、1984年（昭和59年）に京セラが発売して以降、ファインセラミック包丁の最大手に成長した。京セラの市販品やプレスリリース情報からは、「ファインセラミックス包丁」「セラミック包丁」「セラミックナイフ」「ファインセラミックナイフ」が用例として確認できる。

### 形状基準
形や大きさが特殊なものには名称が与えられている場合がある。また、包丁の枠ではなく広く刃物の枠でその特徴を捉えた名称も、包丁の名称として用いられる例がある。

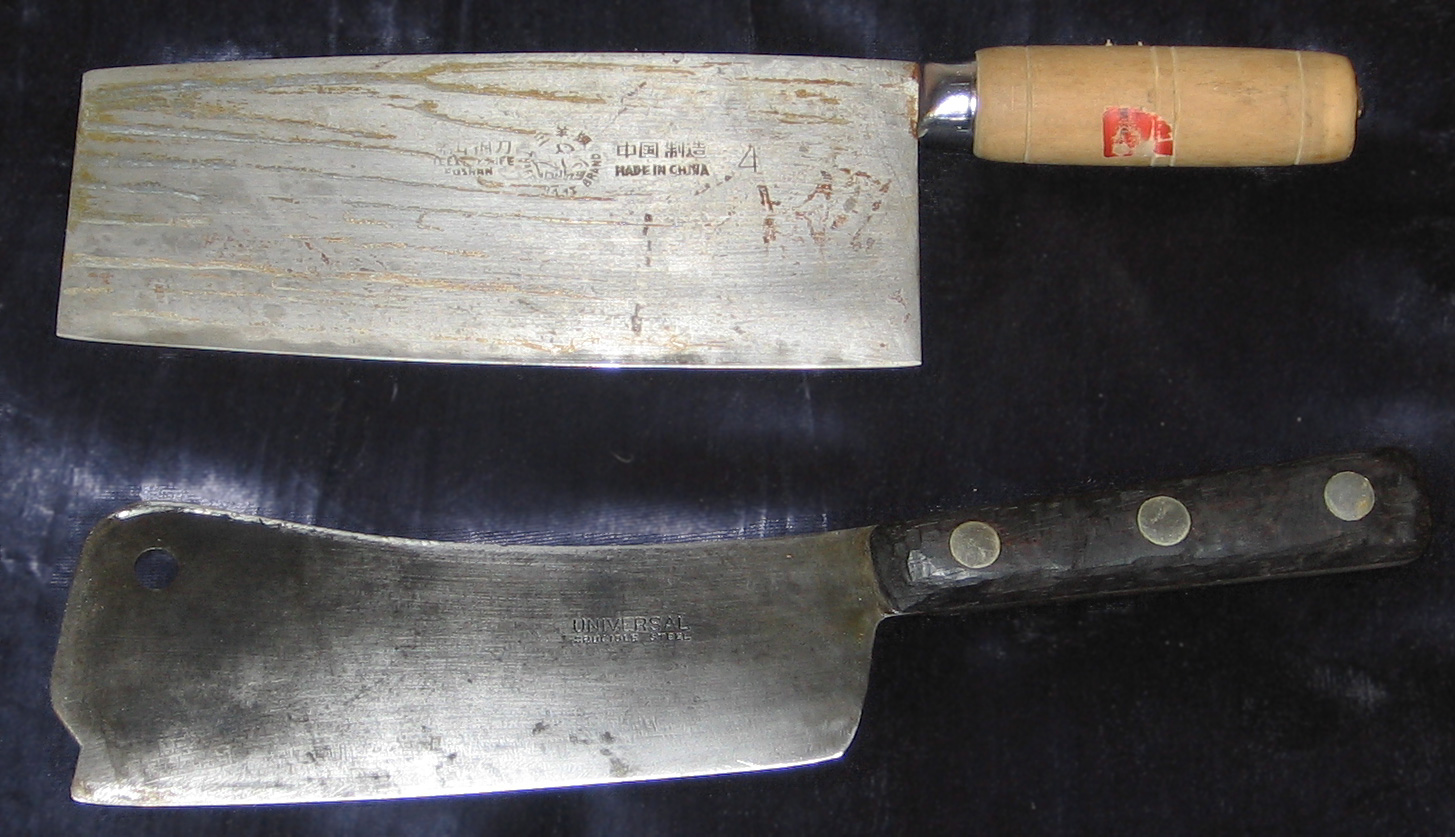
上下いずれも大包丁（クリーバー）で方頭刀。上は中華料理で用いるもの（中華包丁）で、下は北アメリカでかつて用いられていたもの。

大包丁（だいほうちょう）

手斧（ておの、ハチェット、cf. en,wikt）に似た重く大きな包丁のこと。英語では "cleaver" （日本語名：クリーバー、クレーバー」が類義。世界各地の精肉店が肉切りに使うような重量のある包丁がこれにあたり、中華包丁の代名詞的存在である方頭刀型の包丁もその一種である。幅の広い長方形の刃を有するもの、すなわち方頭刀型が通例のため、これを定義に含める捉え方が常識的。
方頭刀（ほうとうとう）
方形（四角形）の頭部を「方頭」といい、方頭の刃を有する刀を日本語で「方頭刀（ほうとうとう）」、中国語で「方頭刀（拼音：fāngtóudāo; ファントォゥダァォ）」という。このことから、方頭刀の形をしている大包丁（クリーバー）タイプの中華包丁をこの名で呼ぶ。

### 聖俗別
儀式用
日本では奈良時代に高貴な人の前で音楽に合わせて鯉や鶴などめでたい魚や鳥を切り分ける「庖丁式」と呼ばれる儀式が行われた。日本最古とされる包丁は正倉院に収蔵されているものであり、これは儀式用の包丁とされている。
調理用
調理用の包丁。

### 文化圏別
あくまで日本視点での分類ではあるが、日本の料理と西洋の料理を区別してそれぞれが用いる包丁を「和包丁」「洋包丁」と呼んで区別した。
和包丁（わぼうちょう）
日本料理に用いる包丁の総称。
中華包丁（ちゅうかぼうちょう）
中華料理に用いる包丁を、日本語ではそのように総称する。
洋包丁（ようぼうちょう）
主に西洋料理で用いられる包丁を、日本語ではそのように総称する。

## 和包丁

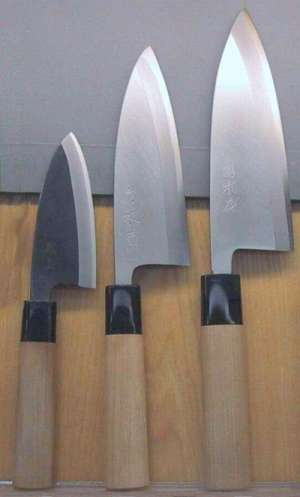
様々な大きさの出刃包丁

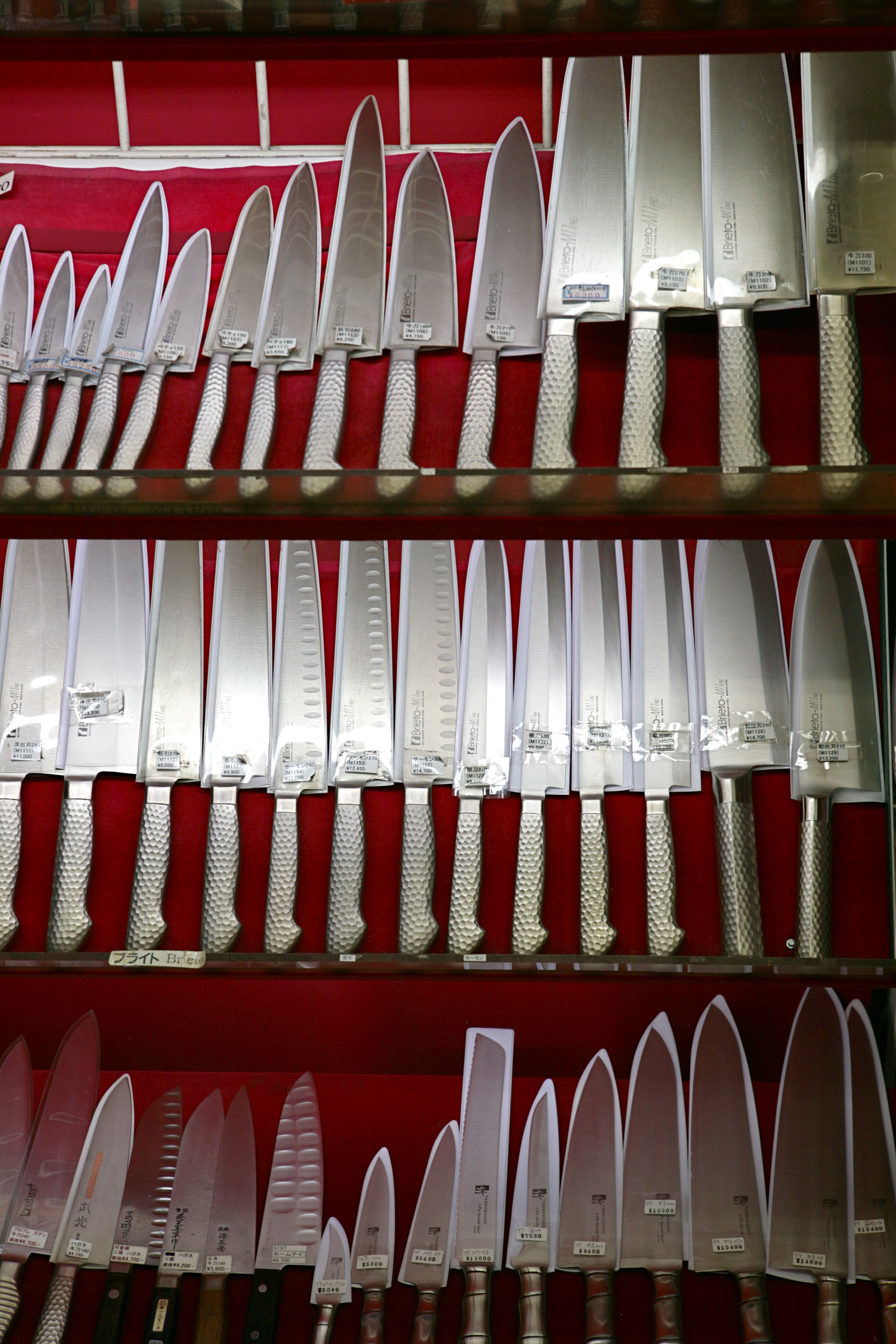
日本の包丁専門店に並ぶ、現代風の金属柄の包丁群。日本のプロ向けの包丁は、さまざまな食材や調理法に応じて、非常に多くの種類がつくられている。

和包丁（わぼうちょう）とは、日本料理に用いる包丁の総称である。技術面では、日本古来の鋼と軟鉄を接合して作られた包丁と定義される。軟鉄の地金と鋼を鍛接した構造のものが多い。片刃のものが多く、右利き用の片刃包丁の場合、右手に包丁を持つと刃先は左側に偏る特徴がある。砥石で研ぐとき軟鉄が先に減って自然と鋭い刃が付くのも特徴。また、柄は打ち込んであるため、腐蝕しても簡単に打ち変えることができる。菜切り包丁・出刃包丁・刺身包丁など、多くの種類がある。和包丁は構造的に刃部と柄の接合強度が弱い。これは日本刀の柄と同様、湿潤気候下で錆びやすい鉄製品ゆえ分解整備性を優先したことや、近代以前に高価だった鉄の使用量を削減するためだが、獣肉食の普及とともに堅い腱（スジ）や太い骨の継ぎ目などを断ち切る性能に劣る点から洋包丁の普及に繋がった。現代では和包丁伝統の製法や形式に、洋包丁の柄の構造を採り入れるなど改良形態も作られている。
菜切包丁/菜切り包丁（なきりぼうちょう、なっきりぼうちょう。英語：nakiri knife）
菜刀（ながたな）ともいう。家庭向けの四角い両刃の包丁。かつて一般家庭用として広く普及した。
薄刃包丁（うすばぼうちょう。英語: usuba knife）
主に野菜を切るための包丁。片刃で、関東型（東型）は刃の形状が長方形、関西型は先端みね側が丸くなっており「鎌型」とも呼ぶ。日本料理ではかつら剥きや野菜の曲切りなど非常に用途が広い。小型の薄刃包丁を特に「皮むき包丁」と呼ぶこともある。
出刃包丁（でばぼうちょう。英語: deba knife）
魚のほか、すっぽん、鶏などの捌きに使用する。魚の調理ではしばしば行われる「（魚を）三枚におろす」と表現される作業をする時に非常に便利な包丁である。骨を切断する時などに大きな力を入れても刃先が撓ったり曲がったりしないように刃が厚く重くつくられ、身をそぐのにも適した片刃の包丁で、形状も三枚おろしに適した三角形。10 cmから30 cmほどまで様々な大きさのものがある。「江戸時代に泉州堺の出っ歯の鍛冶が開発したことから、出刃包丁という名前がついた」という説がある。出刃包丁の変種として、大型で刃の薄い鮭切包丁、中型で刃が薄く幅が狭い相出刃や舟行包丁、小型で刃の薄い鯵切包丁などがある。
刺身包丁（さしみぼうちょう。英語: sashimi knife）
刺身を切るための包丁。刺身を切る際に刃を往復すると素材の切断面が傷むことから一方向にのみ引き切ることができるように刃体が長い。関西型は先が尖り、その形状から柳刃（やなぎば）と呼ぶ。「柳葉」の字をあてることもあり、また、菖蒲の葉にも似ていることから「菖蒲」「正夫」と呼ぶこともある。関東型は蛸引（たこひき）と呼ぶが、刃が直線的で先端を平らに切落としたような形状になっており、柳刃よりもやや薄い。丸まった蛸の足を切るのに適したものなので蛸引と呼ぶとする説がある。先端が尖っていないのは喧嘩っ早い江戸っ子が喧嘩に使いにくいようにしたためだともいう。先端で細工切りがしやすいなどの理由で、近時は柳刃が関東も含め全国的に主流となっている。刃裏には裏すき、若しくは决り（しゃくり）と呼ばれる凹みがある。河豚刺し用には専用の特に薄くて鋭利な河豚引きがある。てっぽう（関西方面での河豚の通称）用という意味でてっさ包丁とも呼ぶ。　
鰻裂/鰻裂き（うなぎさき。英語: eel knife）
鰻を捌く際に用いる。地方により様々な形状のものがある。
穴子包丁（あなごぼうちょう）
穴子（あなご）を捌くのに用いる。鰻裂とほぼ同じ形状のものである。
鱧切/鱧切り（はもきり）
鱧（はも）を捌くのに用いる。鱧は小骨が非常に多く、いちいち抜いてはいられないため、皮一枚残して身ごと小骨を小刻みに切る必要があり、これを骨切という。
鰌切/鰌切り（どじょうきり）
鰌/泥鰌（どじょう）を捌くのに用いる小さな包丁。
鮪包丁（まぐろぼうちょう。英語: tuna knife）
魚市場などで鮪（まぐろ）を解体する際に使う包丁。刃体は45 cmから150 cmほどのものまであり、特に長いものは若干しなるように作られている。
鰹包丁（かつおぼうちょう）
鰹（かつお）を切るための包丁。刃先が三角にとがった諸刃になっており鰹を容易にさばくことが出来る。
鮨切/鮨切り/寿司切/寿司切り（すしきり）
巻き鮨や押し鮨を切るための包丁。蒲鉾形の刃で、飯や具を潰さずに切ることができる。
麺切包丁/麺切り包丁（めんきりぼうちょう。英語：noodle knife）
麺を切るための包丁。饂飩（うどん）用は饂飩切包丁/うどん切り包丁、蕎麦（そば）用は蕎麦切包丁/蕎麦切り包丁ともいう。麺切包丁を用いるときには、麺の太さを一定にするために小間板（駒板）が用いられることが多い。
餅切/餅切り（もちきり）
餅を切るための包丁。両手型のものもある。刃の部分が若干円く張り出している。
豆腐切/豆腐切り（とうふきり）
豆腐を切るための包丁。形状は麺切包丁に似ている。
寒天切/寒天切り（かんてんきり）
寒天を切るための包丁。刃の部分が横方向に波状になっている。
西瓜切/西瓜切り（すいかきり）
スイカを切るための包丁。大型で薄い両刃の包丁。
菓子切/菓子切り（かしきり）
羊羹を切るための包丁。
附包丁（つけぼうちょう）
蒲鉾包丁（かまぼこぼうちょう）ともいう。蒲鉾を成型するための包丁。魚のすり身を板に盛る篦（へら）。

## 中華包丁

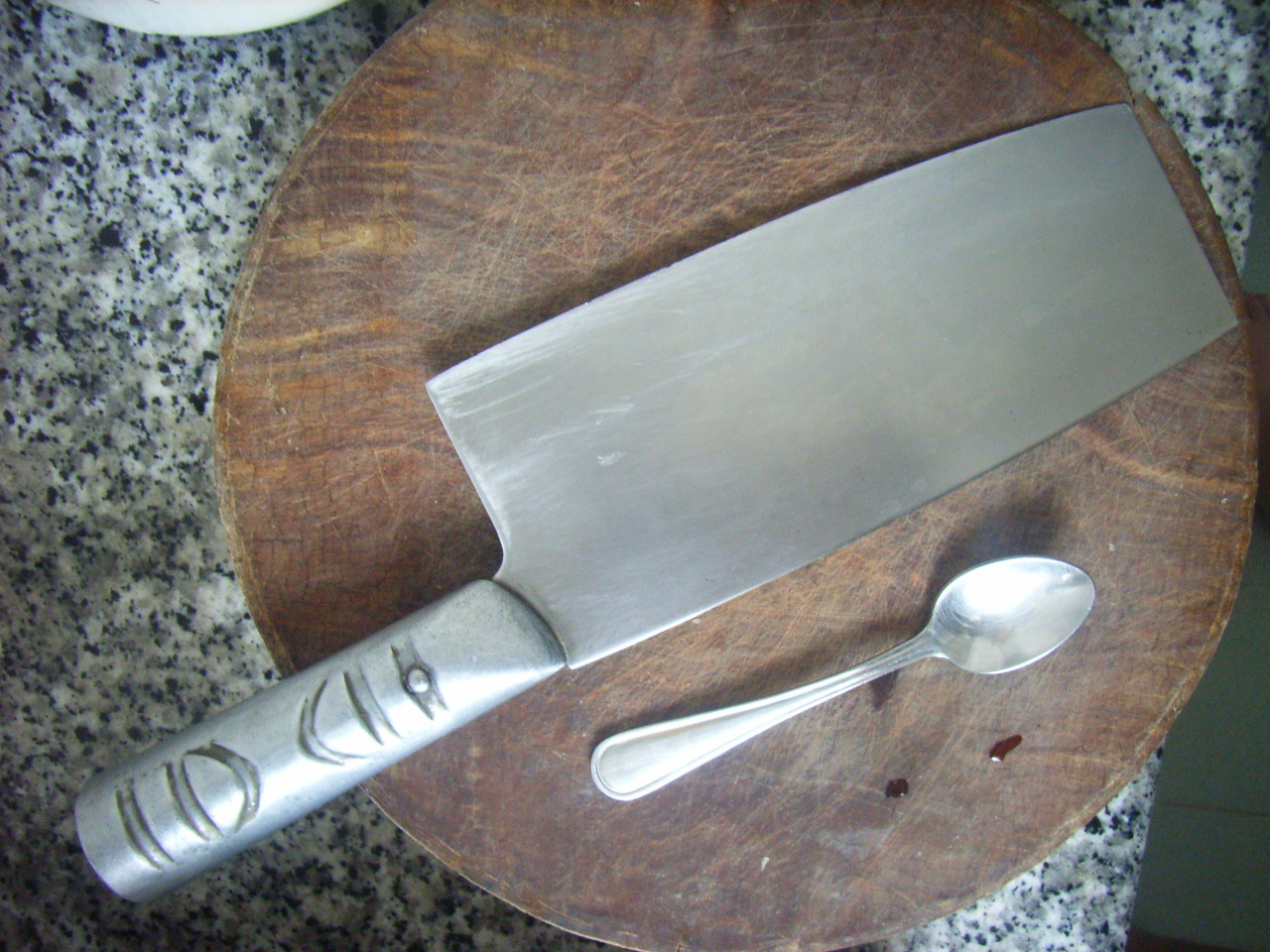
中華料理で用いる方頭刀と俎板／下にある円い切り株が俎板。その上の四角い包丁が「中華包丁」と呼ばれることの多い方頭刀型の大包丁。

中華料理で用いられる包丁は、現代中国語で「菜刀」もしくは「廚刀（簡体字：厨刀）」という。基本的には、方頭刀（※後述）型の身幅が大きくて四角い万能包丁を指し、多くはこのタイプを意味するが、実際にはそれ以外の形の包丁も存在する（※後述）。
日本語では「中華包丁（ちゅうかぼうちょう）」という。また、方頭の刃を有する刀を中国語でも日本語でも「方頭刀」ということから、広く知られている方頭刀型の中華包丁をこの名で呼ぶこともある。なお、中華包丁には戦後（第二次世界大戦後）に普及した日本製も存在する。形は中国の方頭刀型と似通っているが、和包丁に特有の鍛造技術を活かした日本独自のものとして開発されてきた。
英語では、中華包丁全般を "Chinese chef's knife" といい、方頭刀型は "Chinese cleaver（チャーニーズ クリーバー）" と呼ばれる。
中華包丁は、刃の厚さを基準に厚刃・中厚刃・薄刃の3種類に分けることができる。厚刃は職人が使う分厚く重いタイプで、骨付き肉や魚の硬い骨を叩き切ることができ、間違えば指を切り落としかねない威力がある。中厚刃は鳥の骨やちょっとした魚の骨なら切ることができる万能型。薄刃は柔らかい肉や野菜・魚の身などを切るのに向いており、飾り切りなどにも用いられる。
中華料理ではほとんどの食材を中華包丁のみで処理する。

### 形状別
方頭刀（拼音〈以下同様〉：fāngtóudāo; ファントォゥダァォ。日本語読み：ほうとうとう）
中華包丁の代名詞的存在となっている長方形の包丁。広東料理や四川料理の系統で使用されている。
馬頭刀（mǎtóudāo; マァートォゥダァォ。日本語読み：ばとうとう）
刃先のほうが広く刃元のほうが狭くなっており、背（みね）が厚めで、重量感がある。北京料理の系統で使用されている。

### 用途別
片刀（piàndāo; ピェンダァォ）
重量約500 g。軽くて刃が薄い。片（piàn：薄切り）のほか、絲（sī; スー：細切り）、丁（dīng; ディン：サイの目切り）、條（tiáo; ティアォ：拍子木切り）などに用いる。骨付きの硬い素材には不向き。
切刀（qièdāo; チェダァォ）
重量600 g – 800 g。片刀より厚みがある。叩くように切る丁（dīng; ディン：サイの目切り）、塊（kuài; クァイ：ぶつ切り）、末（mò; モー：みじん切り）などに用いる。軟骨程度なら骨も切れる。
前片後斬刀（qiánpiànhòuzhǎndāo; チィェンピェンホォゥヂァンダァォ）
重量1 kg前後。先のほうが片刀に近く、手元のほうが斬刀のようになっている。片（薄切り）ができるほか、鶏や家鴨の骨付き肉であれば塊（ぶつ切り）も可能で、用とは幅広い。文武刀（wénwǔdāo; ウェンウーダァォ）ともいう。
斬刀（zhǎndāo; ヂァンダァォ）
重量1 kg以上。背（みね）が厚く、斧のように刃に向かって薄くなっている。骨付き食材専用の包丁である。

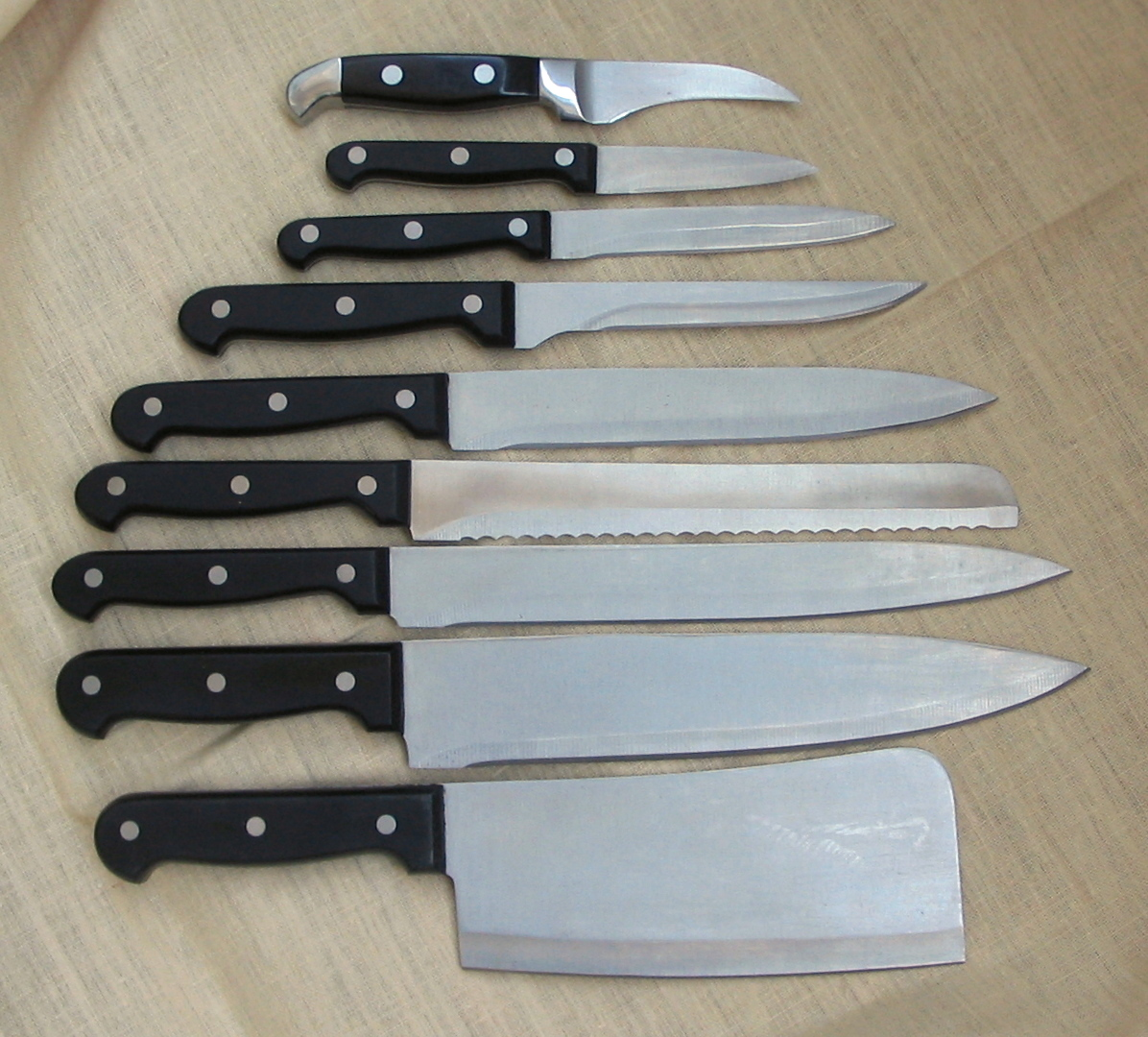
様々な洋包丁

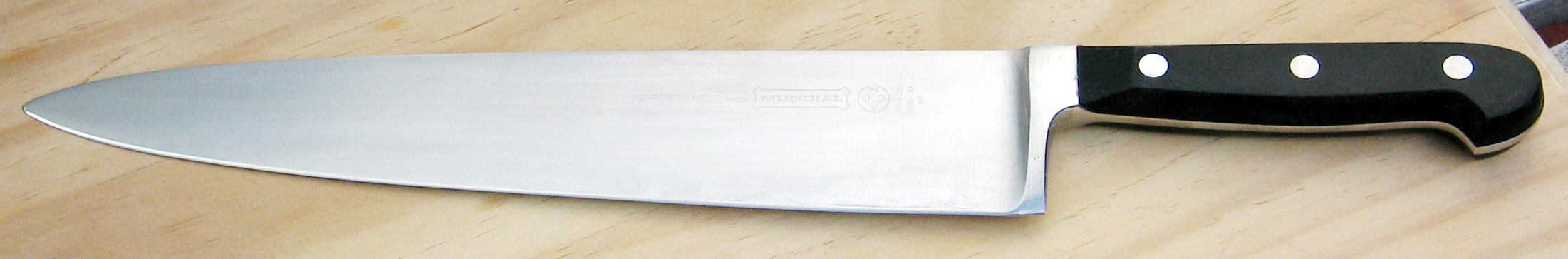
牛刀

## 洋包丁
主に西洋料理で用いられる包丁を、日本語では洋包丁（ようぼうちょう）、あるいは、西洋包丁という。多くが両刃である。刀身の全てが鋼で作られているものが基本形。鋼の板をプレス機で打ち抜いて製造するのが一般的である。近年は、ステンレス製や、ファインセラミックス製のものもある。
牛刀（ぎゅうとう。英語: chef's knife）
本来は食肉(枝肉)の仕分け用の、薄く、刃体が長く大きい肉切り包丁。サイズの幅が広く、家庭用として野菜やパン切りなど様々な用途にも使いやすい6寸（約18 cm）や7寸から、1頭の牛の捌き用の40 cm近い大包丁まで市販されている。
筋引（すじびき）
枝肉の解体で、いわゆる「ヒレ肉」(fillet meat) は、周囲を「スジ」と呼ばれる不要部分が覆っている。これを切り離す、「すじ引き」と呼ばれる作業のための、長く細身の包丁。海外の「フィレ・ナイフ」に相当する。
洋出刃（ようでば）
スープ用の牛骨を刃の背で砕いたりするための、刃が厚く頑丈な包丁。
ペティナイフ
料理の本場フランスのフランス語で「petit プチ」は「小さな」という意味。英語でそれを借用すると「ペティ」と英語風に発音される。英語ではParing knifeペアリングナイフと呼ばれることが近年では一般的。前述の理由によりプチナイフともいう。
小型のキッチンナイフで、野菜・果物の皮むき、カクテルやケーキ用フルーツの飾り切りなど用途が広く頻用される、小型の万能ナイフ。
三徳包丁（さんとくぼうちょう。英語: Santoku knife）
日本の家庭で一般的に使われている万能包丁。牛刀より短めでやや幅が広い。野菜・肉・魚を一本で処理できることから「三徳」という。文化包丁（ぶんかぼうちょう）ともよばれる。
カービングナイフ（英語: carving knife）
主にカービングフォークと一緒にローストビーフなどの肉の塊を切り分けるのに使われるナイフ。
スライサー（英語: SlicerまたはSlicing knife）
主に薄切り肉や刺身、ハムなどスライスする時に用い、刃先には丸みがあり牛刀を細身にしたような形状をしている。語弊があることもあって、スライシングナイフとも呼ばれる。
クリーバー/クレーバー（英語: cleaver）
動物を解体するとき肢の関節を叩き切るなど鉈のように使う。叩きつけても刃先がまくれたり、曲がらずに使えるように刃が厚く重く、形状は四角形。
ボーニングナイフ（英語: boning knife）
骨から肉を切り剥がすために用いる。刃が柔らかくしなるように作られており、日本独特の洋包丁「骨すき」とはその点で異なる。
骨すき（ほねすき）
骨から肉を切り剥がすために用いる日本独特の洋包丁。捌き包丁/さばき包丁、捌き/さばきともいう。
がらすき
鶏など丸鳥の解体に用いる。軟骨や関節を切断するため、骨スキと同型だが刃が厚くまた長くなっている。
フィレナイフ（英語: fillet knife）
特に生の魚類を捌きやすく作られた包丁。 細長く反った刃を持つ。
パン切り包丁（英語: bread knife）
多孔質の柔らかいパンを切りやすいように、波形の刃になっているものがあり、切断面近くの組織をつぶさないように、刃厚が薄く幅が狭い。ブレッドナイフ、パンスライサーなどの名称で販売されている場合もある。食パンなどを均等な厚さにスライスする場合には専用のガイドを用いる。
冷凍切り包丁
冷凍した食材をスライスする際に用い、刃先がギザギザの波刃になっている。刃の部分の厚みは2 mm程度。冷凍ナイフとも呼ばれる。

## 構造
洋包丁は、全体が鋼で作られているもの（全鋼）と、鋼（刃物鋼）の両側面を軟鉄で挟んだ割込み（ないし三枚）構造のものが一般的である。和包丁は、軟鉄の地金と鋼を鍛接した二層構造の物が多い。二層構造の包丁は研ぐと地金の部分は白く曇るため「霞」と呼ばれる。一方で、鋼のみで作られた和包丁もある。焼き入れ時に峰側に"土置き”することでマルテンサイト変態を阻害して硬軟差をつけたものが「本焼き」と呼ばれるもので、高級品である。和包丁のなかでも菜切包丁のような両刃のものは洋包丁と同様に「割り込み」構造をもつ。

### 各部の名称

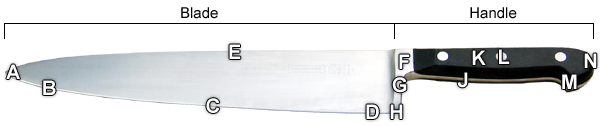
【図説2】洋包丁の各部名称

各部の名称は、日本語の場合、日本刀を始めとする古来の刀とほとんどの部分で共通している。
刀身（とうしん）
柄（ハンドル）でない部分。鋒（きっさき）からアゴないし区（まち）までの部分。英語でいう "blade"。外来語でいう「ブレード/ブレイド」。【図説1】では「切っ先」から「マチ」までの部分。【図説2】では "Blade" の部分。刃体と同じ部分。
刃体（はたい）
刀身と同じ部分。銃砲刀剣類所持等取締法（銃刀法）等で用いられる法律用語。同法22条（携帯規制）で長さを計測する部分。なお、これに対して同法2条（刀剣類の定義）で計測する長さは「刃渡/刃渡り（はわたり）」といい、刃体の長さとは差異が生じる場合がある。
包丁の刃体（刃体長）は、鋒（きっさき）と、鋒に最も近い柄部の一点との水平直線距離である。【図説2】では、Aの一点と、Hがある位置との水平直線距離。この図で示してある "Blade" の幅と結果的に同じ長さになる。
刃渡/刃渡り（はわたり）
銃刀法においては「刀剣類の刃の長さ」。槍を除く刀剣類の「刃長」と、槍の「穂長」との総称。
区（まち）のある包丁の刃渡は、鋒（きっさき）と、区がある位置との水平直線距離。区の無い包丁の刃渡は、鋒と顎（あご）がある位置との水平直線距離。
blade face（ブレードフェース、ブレイドフェイス）

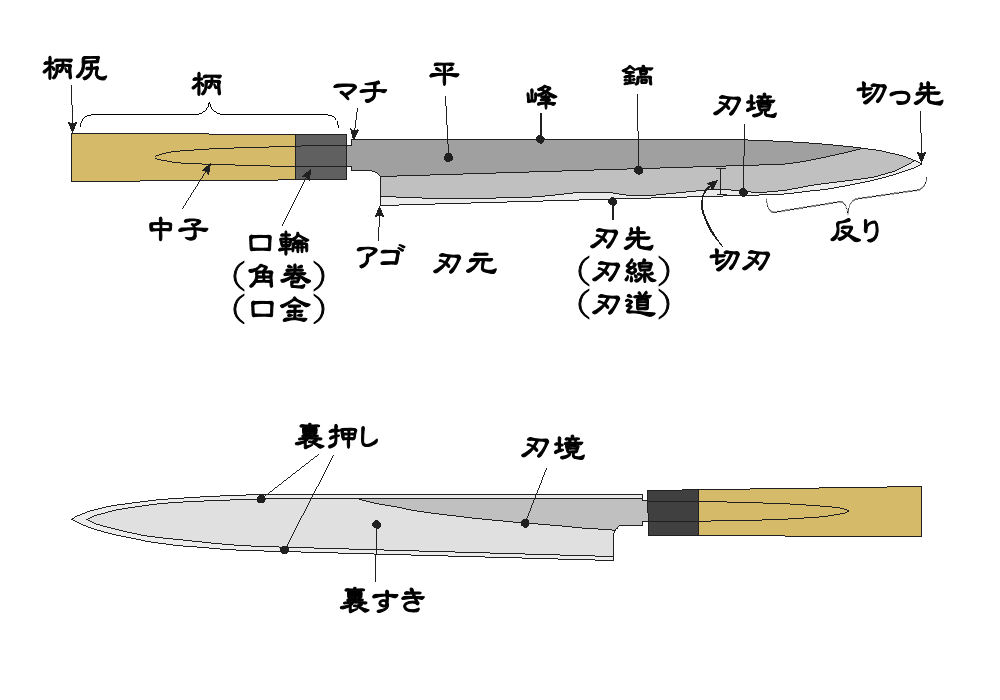
【図説1】和包丁の各部名称

刀身/刃体を意味する英語。

鋒/切先/切っ先（きっさき）
刃の先端。「鋒」の字義（原義）は「矛の先端」。英語名は "point（ポイント）"、"tip（チップ）"。【図説2】のA。
刃先（はさき）
出刃包丁の刀身のように反りのある場合は、刃線のうち、鋒（きっさき）から反りが無くなる箇所までの部分をいう。「刃線」「刃道」とおなじ部分。「切っ先」とは別。
菜切包丁の刀身のように反りの無い場合は、刀身の長さと刃体（刃体長）と刃先の長さはおおよそ等しい。【図説2】のAとBあたり。
反り（そり）
刃線の中の曲線部。鋒（きっさき）から刃線全体の三分ぐらいまでに位置する場合が多い。【図説2】のB。
刃線（はせん）
刃の付いた側辺部分。「刃先」「刃道」とおなじ部分。
刃道（はみち）
「刃線」「刃先」とおなじ部分。鋒（きっさき）から顎（あご）に至る切れる部分全体の名称。
刃元（はもと）
刃線のうち、柄に近い部分。英語でいう "heel（ヒール）"。【図説2】のD。
小刃（こば）、小刃止め
刃道際にわずかに付けられる角度の大きい斜辺。より小さく付けられるものを「糸刃」という。切れ味をあまり損なわず永切れする（切れ味が低下しにくいこと）ようにするために付ける。小刃を付けることを「小刃合わせ」「糸刃合わせ」という。
顎（あご）
柄から刃が出て突き出している部分。西洋刀剣用語では英語名で "choil（チョイル）"。日本語名を意訳した英語名は "chin（チン）"。【図説2】のH。
区（まち）
柄元と中子/茎（なかご）の境となる段。無い物もある。
刃区（はまち）
区のうち刃線側の部分。
棟区（むねまち）
区のうち棟（むね）/峰（みね）/背側の部分。
峰/背（みね）
刃体のうち、刃の付いていない側辺の部分。「棟（むね）」ともいう。英語でいう "spine（スパイン）"。【図説2】のE。
大棟（おおむね）
峰/背（みね）の柄に近い部分。
平（ひら）
刃体の平面部分。切刃造りの包丁では表の峰から鎬（しのぎ）までの平面部分。英語名は日本語名を意訳した "flat（フラット）"。
切刃/切り刃（きりは）
切刃造りの包丁における鎬から刃線に至る傾斜した平面部分。
鎬筋（しのぎすじ；しのぎ筋）
平と切刃の境目の角になる筋。単に「鎬（しのぎ）」ともいう。
刃境（はさかい）
霞包丁に見られる地金と鋼の境目。組み合わされた異種鋼の硬軟差によって生じる。本焼きの包丁に見られる紋様は日本刀と同様に土置きによって生じる刃文である。
裏漉き（うらすき）
刃の裏側のえぐれ。裏漉きがあると、裏押を作る際に砥石にあたる面積が減るため研ぎやすい。また、裏が平面にならないので食材が貼り付きにくい。
裏押/裏押し（うらおし）
刃の裏側の、裏漉きの辺縁部分の平面。裏押を作る作業を指すこともある。
中子/茎（なかご）
柄の中に納まっている刃の根元部分。英語名は "tang（タング）"、"shank（シャンク）"。茎の裏表に板を張った造りで、柄の全体に茎が通る「本通し（フル・タング）」が強度・耐久性とも最も優れるが、現代の工業量産される包丁でも、相対的に高価な金属部を縮減するため、安価な包丁では背通し、半中子、和包丁に近い挿込型など茎を小さくした構造も多い。
中子尻/茎尻（なかごじり）
中子/茎の末端。
finger guard（フィンガーガード）
blade の基部と bolster の接点付近にあって、指が滑って刃に触れることの無いよう施された部分。【図説2】のGからHまでの部分。
桂（かつら）
刀における「鎺/鈨（はばき）」に相当する。中子/茎（なかご）を差し込む側の割れを防ぐために取り付けた輪っか（口輪）。英語でいうところの "bolster（ボルスター）"。ステンレス鋼や真鍮など金属製のものを口金（くちがね。英語名 "ferrule〈フェルール〉"）、水牛の角で作られたものを角巻（つのまき）と呼ぶ。特注の高級品は銀や真珠貝を使用する場合もある一方、廉価な普及品では合成樹脂やエボナイト製が多く、「PC桂」「プラスチック桂」などと呼ぶ。なお、「桂」は当て字である。【図説2】のF。
柄（え）
手で握る部分。英語名は "handle"。外来語では「ハンドル」という。刀身と一体構造になっているタイプと、刀身と柄が別構造・別素材になっているタイプとに大別される。後者の場合、内部に中子/茎（なかご）を固定して納めている。分離構造の包丁であれば桂から柄尻までの部分が柄であり、一体構造の包丁でも同様の部分を指す。
柄尻（えじり）
柄の末端部。英語名は "handle end（ハンドル エンド）"。
butt（バット）
柄の最末端を指す英語。対応する日本語名は確認できない。【図説2】のN。
handle guard（ハンドルガード）
柄の末端部にある滑り防止用のわずかな突起を指す英語。【図説2】のM。
鋲（びょう）
中子/茎（なかご）を柄に固定するために打ち込まれる留め具。英語名は "rivet"。外来語では「リベット」。
ディンプル
刃の表面に高さの低い凸面を複数施したもので、切った物が刀身にくっついてしまうのをかなり防ぐことができる。
鎚目（つちめ）
鍛造時に刃体表面を槌（ハンマー）で叩いた痕。ディンプルと同様の効果を持つ場合もある。21世紀前期前半の市場では見栄えを良くするデザインとしてわざと工作されているものが多くなった。
銘（めい）
英語名は「署名」を意する "signature（シグネチャー）"。製造責任者名や商標、ロゴタイプ、物品の所持者名など、固有名詞や固有の意匠を主とする特定の情報を刀身もしくは桂に刻む場合があり、それが製造責任者名や商標であれば保証書に等しい役割を果たしている場合がある。物品の所有者が替わり、購入時の情報を所有者側が失ってしまったとしても、銘を手掛かりに製造者や販売者を探し当てることも可能となる。和包丁は刀身に十分な厚さがあるものも多いので、日本刀に施すのと同じ技術で銘を刻む。刻めるスペースも広いため、ロゴタイプ、商標、製造責任者名、所有者名などといった多くの情報を全て刻むことも珍しくない。一方、洋包丁の刀身は厚さが足りないため、桂に刻むこととなるが、スペースが無いので数文字しか刻めない。

### 刃の素材
炭素鋼
錆びやすく手入れに難があるが、切れ味に優れ、また、研ぎやすいため愛用者は多い。和包丁の素材としては日立金属の刃物用鋼材である安来鋼（白紙、青紙）が有名。「紙」とは、工場で鋼材の判別用に貼ったラベルの色による。
ステンレス鋼
武生特殊鋼材のVG10鋼、日立金属の銀紙鋼など。ステンレスは錆びにくく手入れが簡単なため家庭用で普及した反面、鋼より切れ味が劣るため、業務用には敬遠されてきたが、近年は高性能なステンレス包丁も多い。
ファインセラミックス
主にジルコニア系のファインセラミックスが使用される。錆びない。炭素鋼やステンレスより硬く、長期間切れ味が持続する。一方で、粘りが無いため、落とした時に割れたり欠けたりしやすい、研ぐことが困難、刃先をあまり鋭くできない、といった欠点がある。

### 柄
材質は、和包丁の場合、朴の木（ほおのき）が一般的であるが、ほかに桜材や紫檀、黒檀などもある。楕円や、利き手に応じて栗の実の形に削られるが、八角断面に成型される場合もある。洋包丁は合成樹脂や強化木製が多く、ローズウッドやマホガニー材のものもある。
桂の有るタイプと無いタイプがある。洋包丁では刀身と柄が一体構造となったものも多い。

### 鞘
和包丁は木製の鞘を用いる場合がある。鞘に収める場合は、刃を完全に乾燥させてからでないと、中で錆が進行する可能性がある。

## 手入れ
使用後は水などで汚れを洗い流し、水分を完全に拭き取っておく。水分を残すと、刃が腐蝕する金属でできているものや木製の柄があるものでは腐朽が起こる。しばらく使わない場合は、完全に乾かし、古新聞など油を含んだ紙（※新聞紙はインクが油を含む）で刃を包んでおく。

### 研ぎ方
両刃の洋包丁の場合、刃の角度は20度から40度程度であり、砥石に対する角度はその半分となる。刃の角度が鋭角であるほど切れ味は良くなるが、刃の耐久性は低下する。研ぐ際には包丁を持つ右手で刃が砥石に当たる角度を一定に保持することが重要である。左手は指先で研ぐ箇所を砥石に押さえつける。切っ先から根本にかけて押さえる場所をずらしつつ刃全体を満遍なく研いでいく。一方の面が十分に砥げた場合、刃を裏面から触ると返りが出ていることが確認できる。反対側の面からも同様に研いで、その後両面を少しずつ研いでいき、どちらの面にも返りが出ないようになれば研ぎは完了である。
片刃の和包丁の場合は鎬があるため角度は決めやすいが、漫然と研ぐと柔らかい地金の部分が減りやすいため角度が寝てしまいがちである。刃の鋼の部分を意識して研ぎ、それに合わせるように地金を研ぐようにすると良い。鋼と地金では砥石の上での抵抗が違うため、研がれている箇所は感触から判別できる。裏側はあまり研がず返りを取る程度にする。裏を研ぎすぎると鋼が薄くなり、包丁の寿命を縮めるため、注意しなければならない
砥石は粗さにより、荒砥、中砥、仕上げ砥に大別される。荒砥は欠けを取るなど大きな修正が必要な場合に使用され、中砥で基本的な研ぎを行い、より繊細な切れ味を得るためにはその後に仕上げ砥が使用される。合成砥石の場合、粒度の数値が大きいほどきめの細かいものになる。砥石は表面が平らであることが重要である。砥石は使用につれ中央の部分が減って凹みがちであるが、そのような状態では正しい刃の角度を得ることは難しい。凹んだ砥石は砥石同士を磨り合わせて平らに修正しなければならない。
洋包丁の手入れにはスチール棒 (en:Honing steel) が使用されることがあるが、これは刃先の微細な鋸歯を立て直して切れ味を回復させるものである。比較的柔らかい鋼材の包丁に有効で、刃先を数回こすりつけて研ぐように使用するが、砥石とは異なりあまり刃を削らない。セラミック製やダイヤモンドの粒子をコーティングしたものもあり、使用法は同様であるが、これらは伝統的なスチール棒とは作用がやや異なり、砥石と同様に刃を削るものである。

### 衛生管理
包丁はまな板とともに、食中毒菌に汚染されやすい。ふきんで包丁をぬぐっただけでは、見た目にはきれいでも、細菌が大量発生していることもある。また刃だけでなく、柄は食品をさわった手で握るので、意外と汚染されている。こまめに洗浄し、熱湯をかけて消毒する。

### 柄埋め
和式の包丁では、柄の刃を差し込んである部分に水がしみ込み、細菌の巣となりやすい。長年のうちには中子が腐蝕してくることもある。そこで柄の差し込み口の隙間に蝋をたらして埋め、水の浸込みを防ぐ「柄埋め」という処理で、これらを防ぐ。

## ブランド
ここでは、大きな流通実績のあるブランドを挙げる。包丁のブランドは、一企業に属するものもあれば、生産地あるいは企業が複数で立ち上げたものや、有名デザイナーの名を冠したものなどもある。
- Global（グローバル、en） -燕市の企業である吉田金属工業のブランド。
- Henckels（ヘンケルス） - ゾーリンゲンの企業であるツヴィリング J.A. ヘンケルスのブランド。
- Zwilling（ツヴィリング） - ツヴィリング J.A. ヘンケルスのブランド。
- 雅-MIYABI- - 関市の伝統技術とゾーリンゲンの最新技術を融合させた日本品質を売りにした、ツヴィリング J.A. ヘンケルスのブランド。
- 藤次郎（とうじろう） - 燕市の企業である藤次郎株式会社のブランド。日本でも数少ない一貫製造の包丁メーカー。
- 関孫六（せきのまごろく） - 日本国内の包丁のシェアでトップを誇る貝印の包丁ブランド。室町時代後期の名刀工「関の孫六」こと孫六兼元の流れを謳う。
- 堺打刃物（さかいうちはもの） - プロ用和包丁の全国シェアの9割以上を占める。
- 柳宗理（やなぎ そうり） - 日本のインダストリアルデザイナー柳宗理のブランドで、包丁も含まれる。
- 櫻セラ（さくらセラ）- 大手セラミック刃物専門会社のフォーエバー[34]のブランド。
- 京セラ（きょうセラ） - ファインセラミックス包丁の一大ブランド。企業は京セラ株式会社。

## 生産地

### ヨーロッパ
- ドイツ ゾーリンゲン - 代表的企業はツヴィリング J.A. ヘンケルス。
- フランス ティエール
- イギリス シェフィールド

### 日本
主な産地
- 大阪府堺市、大阪市 - 堺打刃物の産地。堺打刃物はプロ用和包丁の全国シェアの9割以上を占める。
- 岐阜県関市 - 有名なブランドに関孫六や雅-MIYABI-がある。
- 福井県越前市 - 越前打刃物の産地。
- 高知県高知市、安芸市、南国市、須崎市、土佐清水市、香美市、ほか - 土佐打刃物の産地。両刃で刃を磨かず、黒い地肌を残した「黒打ち」と呼ばれる形が多い。

その他の地域
- 山形県山形市
- 神奈川県鎌倉市
- 千葉県柏市 - 千葉工匠具（関東牛刀）の産地。
- 新潟県長岡市（与板地域） - 越後与板打刃物の産地。
- 新潟県三条市 - 越後三条打刃物の産地。代表的企業としては、タダフサ（ブランドは忠房）がある。
- 新潟県燕市 - 燕地方は上記の三条地方と合わせて「燕三条」の名で知られる一大産地である。代表的企業として吉田金属工業（ブランドは Global〈グローバル、en〉）や、藤次郎株式会社がある（ブランドは藤次郎）。
- 長野県長野市、千曲市、上水内郡信濃町、飯綱町 - 信州打刃物の産地。
- 兵庫県三木市
- 鳥取県倉吉市
- 島根県安来市
- 岡山県津山市、新見市
- 福岡県八女市

### 台湾
- 中華民国 金門県 - 金門包丁で知られる。

## 特殊刃物
調理用の刃物以外にも日本語で「包丁/庖丁」の名をもつ特殊刃物が複数ある。それらは調理用の刃物を意味する語「包丁/庖丁」からの派生語である。
丸裁包丁/丸裁ち包丁（まるたちぼうちょう）
表装などで紙や布の裁断するための刃物。丸包丁（まるぼうちょう）ともいう。その名は、刀身は幅広く、刃が弧を描くことに由来する。大きさを基準に、標準型を「本惣（ほんそう）」、小型を「相惣（そうそう）」と呼び分けることがある。
革裁包丁/革裁ち包丁/皮裁包丁/皮裁ち包丁（かわだちぼうちょう）
皮革を裁断するための刃物の総称。革包丁/皮裁包丁（かわぼうちょう）、革断包丁/皮断包丁（かわたちぼうちょう）、皮立（かわたち）ともいう。英語でいう "leathercraft knife" に相当し、その音写形「レザークラフトナイフ」は外来語として通用する。形状は多様。
塗師屋包丁（ぬしやぼうちょう）
漆工の工程で、塗師が用いる直刀。
畳屋包丁（たたみやぼうちょう）
畳の製造工程で畳職人が裁断に用いる刃物。
煙草包丁（たばこぼうちょう）
刻み煙草（きざみたばこ）の製造工程で煙草の葉を切り刻むのに用いる刃物。刀身は厚く幅が広い。
収穫包丁（しゅうかくぼうちょう）

農作物の収穫に用いる刃物の総称。多くは菜切包丁や三徳包丁の形であるが、丸裁包丁によく似た形、鉈（なた）のような形、ペティナイフの形、逆刃の湾曲刀のような形など、農作物の種類と用途別で様々なタイプがある。

## 転用
人斬包丁/人斬り包丁（ひときりぼうちょう）
武士の刀（日本刀）をあざけったり、怖れたりしていう語。「斬」は「切」とも記す。「包丁」は「庖丁」とも記す。